# Olderup
Olderup (frisó septentrional Åldrop , danès Olderup) és un municipi del districte de Nordfriesland, dins l'Amt Nordsee-Treene, a l'estat alemany de Slesvig-Holstein. És a 8 kilòmetres de Husum i vora la carretera cap a Flensburg. El 31 de desembre del 2023 tenia 456 habitants.